# Max Oppel (Journalist)
Max Oppel (* 1974) ist ein deutscher TV- und Radio-Journalist.

## Werdegang
Nach dem Studium (Literatur und Geschichte) an der FU Berlin mit Auslandssemestern in London und Aix-en-Provence wurde Oppel Volontär im ersten Jahrgang der Journalistenschule Electronic Media School (ems) in Potsdam-Babelsberg. Im Anschluss arbeitete er beim Inforadio des rbb (ab 2003) und bei Dradio Wissen (heute Deutschlandfunk Nova) in Köln (ab 2010). Die Moderation der DW-TV-Nachrichtensendung „Journal“ (heute „Der Tag“) übernahm Max Oppel im Jahr 2012, es folgten Deutschlandfunk Kultur 2014 und die Nachrichten im Sat.1-Frühstücksfernsehen vom Sommer 2018 bis Dezember 2022. Er moderiert das Radio-Magazin „Kompressor“ im Deutschlandfunk Kultur und gelegentlich die TV-Nachrichtensendung „Der Tag“ bei der Deutschen Welle (DW) in Berlin. 2024 wechselte er von ServusTV zu Welt.
Seit 2018 lehrt Max Oppel an der Fachhochschule Kufstein. Er ist Fellow der RIAS-Stiftung. Mehrere Jahre war er Teil des Rate-Teams der SWR-Sendung „Ich trage einen großen Namen“.
Max Oppel lebt mit seiner Familie in Berlin.